# San Marcos (Colombia)
San Marcos è un comune della Colombia facente parte del dipartimento di Sucre.
L'abitato venne fondato da Juan de Zabaleta nel 1706, mentre l'istituzione del comune è del 1911.